# Jacob Safra
 (mai 2017).
Si vous disposez d'ouvrages ou d'articles de référence ou si vous connaissez des sites web de qualité traitant du thème abordé ici, merci de compléter l'article en donnant les références utiles à sa vérifiabilité et en les liant à la section « Notes et références ».
Jacob Safra, né à Alep en 1891 et mort à São Paulo le 27 mai 1963, est un banquier syro-brésilien.

## Biographie
Jacob descend d'une famille syrienne juive (Safra) de la branche séfarade. Au XIXe siècle, la famille Safra a commencé une lignée de financiers au Moyen-Orient en lançant les bases pour la banque moderne basée sur l'amélioration de la qualité de l'information et la demande croissante pour le commerce entre les villes. L'échange de marchandises a été particulièrement intense entre les ports et les villes d'Europe, comme entre Paris, Nice, Marseille, Madrid, Barcelone, Naples, Trieste, Gênes et Venise avec des villes comme Alexandrie, Athènes, Istanbul, Beyrouth, Damas et Alep. La Ville du nord-ouest de la Syrie et l'un des principaux centres de commerce. C'est là que convergeaient les marchands et les marchandises de l'Est et de l'Ouest.
Alep était également le foyer de la famille Safra qui, grâce à sa vocation cosmopolite, a financé le commerce et a échangé des devises de plusieurs pays d'Asie, d'Europe et d'Afrique, comme le para, les zecchini et le thaler de Marie-Thérèse, ainsi que des lingots en argent et de l'or.
Au milieu du XIXe siècle, Safra frères et Cie a été fondée à Alep, une banque portant le nom de la famille renommée. Peu de temps après, l'institution a gagné en renommée et en prestige à travers le Moyen-Orient, se construisant une réputation solide devant des financiers hautement sélectifs. La forte expansion de Safra Frères et Cie a incité la famille à ouvrir des branches à Istanbul, Alexandrie et Beyrouth.
En 1920, il fonde la banque Crédit National à Beyrouth,. Avec sa base au Liban, la banque de Jacob E. Safra devint la banque de choix pour de nombreuses familles juives syriennes et libanaises.
En 1949, il s'installe en Italie, puis au Brésil en 1952. Il se marie avec sa cousine Esther avec qui il a quatre fils (Élie, Edmond, Joseph, Moïse) et quatre filles (Evelyn, Gabi, Arlette, Ughette).
En 1955, il a fondé avec ses quatre fils, la première institution financière au Brésil (groupe Safra) qui était l'un des plus grands groupes bancaires internationaux ayant des branches en Asie, Europe, Afrique et Amérique du Sud.
Il est décédé le 27 mai 1963 à São Paulo. Pour faire revivre sa mémoire, ses fils ont construit le Safra Square à Jérusalem.